# Talus Taylor
Talus Taylor (Nueva York, 18 de septiembre de 1929 – París, 15 de febrero de 2015) fue un escritor de literatura infantil, conocido principalmente por ser el cocreador junto a su esposa Annette Tison de la serie Barbapapa. Su creación, que sucedió por casualidad en un bistró parisino y bajo la influencia del Mayo del 68, que sacudió las conciencias juveniles de toda una generación. El cómic fue publicado en Francia en 1971.www.guidafumettoitaliano.com, ed. (6 de septiembre de 2017). «Barbapapà». La serie fue publicada más tarde en muchos otros países del mundo. 
La muerte de Taylor fue comunicada el 19 de febrero de 2015, aunque se sabe que la familia lo comunicó unos días después de la auténtica muerte del escritor.